# Émile Diffloth
Pour les articles homonymes, voir Diffloth.
Émile Auguste Diffloth, né le 28 janvier 1856 à Couleuvre (Allier) et mort le 19 octobre 1933 à Créteil, est un céramiste et décorateur français.

## Biographie
Élève de son père Albert Diffloth et de Albert-Ernest Carrier-Belleuse, fils de la graveuse en musique Jeanne Cécile Avisse, spécialiste de la céramique lisse (non craquelée), membre de la Société des artistes décorateurs, collaborateur de la faïencerie de Kéramis, professeur de technique céramique à l'Université de Saint-Louis, il expose dans diverses galeries dont la Galerie Simonson, au Musée Galliera, à la Société des artistes français, à Anvers, Bruxelles, Paris, Liège ou Saint-Louis.
On lui doit aussi la décoration murale du palais du comte de Flandre à Bruxelles.